# Casino de Torrevieja
El Casino de Torrevieja se encuentra situado en el paseo Vista Alegre número 14 de la ciudad de Torrevieja (Alicante), Comunidad Valenciana. Es un edificio privado sede de la Sociedad Cultural Casino de Torrevieja. De estilo modernista valenciano e historicista fue construido en el año 1896.

## Edificio
El edificio fue proyectado por los arquitectos José Guardiola Picó y Tomás Aznar en 1896. Su estilo arquitectónico es el modernismo valenciano. Fue inaugurado el 10 de agosto de 1896.
Consta de planta baja y una única altura. Destaca en la entrada al edificio la puerta de estilo modernista con tres columnas. En el interior se encuentra el salón de baile de estilo modernista, decorado con artesonado de escayola, ornamentación vegetal y esculturas de dragones. Una de sus estancias más destacadas es el salón árabe de clara influencia neonazarí, levantado en el año 1901. La estancia está decorada con mobiliario de estilo árabe.
El salón principal fue decorado por el pintor murciano Inocencio Medina Vera ilustrando en unos murales las estaciones del año. El artista murciano Enrique Álvarez Salas realizó la decoración de la sala de juegos del primer piso.
Durante la guerra civil española el casino fue convertido en un cuartel del ejército republicano. Después de la contienda fue restaurado para reparar los daños sufridos.